# Сольтанабад
Сольтанаба́д (перс. سلطان آباد‎) или Экбалийе (перс. اقبالیه‎) — город на северо-западе Ирана, в провинции Казвин. Входит в состав шахрестана Казвин.

## География
Город находится в центральной части провинции, на расстоянии приблизительно 5 километров к юго-западу от Казвина, административного центра провинции и на расстоянии 120 километров к северо-западу от Тегерана, столицы страны. Абсолютная высота — 1265 метров над уровнем моря.

## Население
По данным переписи 2006 года численность населения составляла 49 230 человек.
| 1996   | 2006   | 2013   |
| ------ | ------ | ------ |
| 31 469 | 49 230 | 65 597 |

## Транспорт
Ближайший аэропорт расположен в городе Казвин.